# Закони Фарадея

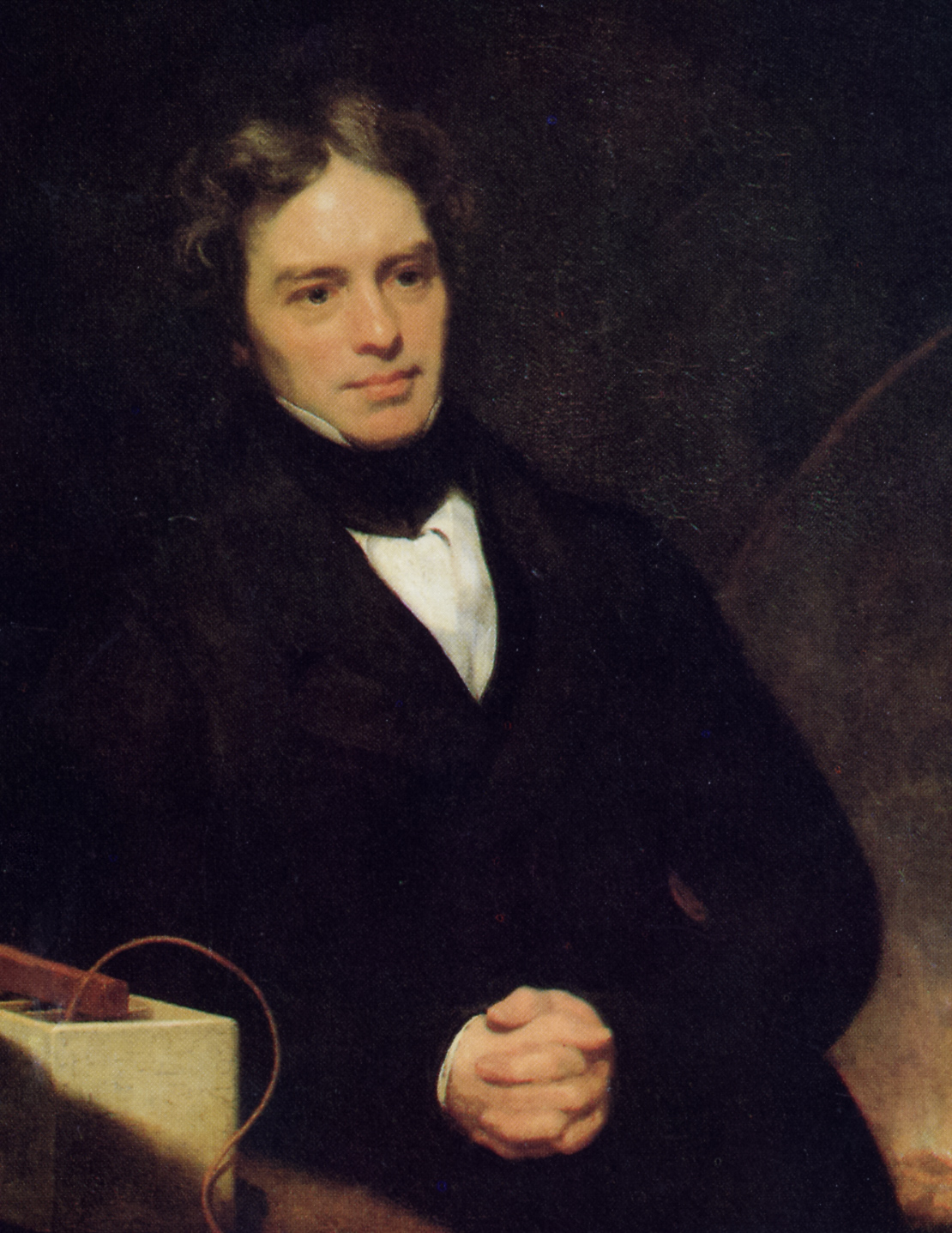
Майкл Фарадей. Портрет Томаса Філіпса, 1841—1842

Закóни Фарадéя (англ. Faraday's laws of electrolysis) — основні закони електролізу. Встановлюють взаємозв'язок між кількістю електрики, яка проходить через електропровідний розчин (електроліт), і масою речовини, яка виділяється на електродах.
Перший закон: маса m речовини, яка виділилась на електроді під час проходження електричного струму, прямо пропорційна значенню q електричного заряду, пропущеного крізь електроліт,
{\displaystyle m=kq=kIt},
де k — електрохімічний еквівалент речовини, m — маса речовини, q — заряд .
Другий закон: електрохімічні еквіваленти елементів прямо пропорційні їх хімічним еквівалентам.
{\displaystyle k={\frac {A}{\nu F}}},
де {\displaystyle A} — атомна маса речовини, {\displaystyle \nu } — заряд її йона, {\displaystyle F} — число Фарадея. Частку {\displaystyle {\frac {A}{\nu }}} називають хімічним еквівалентом.
Закони Фарадея ґрунтуються на електрохімічних дослідженнях, опублікованих Майклом Фарадеєм 1836 року.

## Історія і значення
Фарадей, прагнучи встановити кількісні співвідношення між різними проявами електрики, почав експериментальні дослідження електролізу, в 1833-1834 роках відкрив його закони (ввівши і збережену донині термінологію в цій області). Ці закони стали серйозним аргументом на користь дискретності речовини й електрики. Крім того, відкриття цих законів мало, звичайно, велике практичне значення для електрохімії і техніки.

## Фізичний зміст
Зі сучасної точки зору, встановленню якої історично відкриття Фарадея і сприяло, сенс його законів електролізу зводиться до того, що речовина має атомну або молекулярну структуру, а атоми або молекули певної хімічної речовини однакові і мають, отже, однакову масу; це ж стосується іонів, які виступають носіями струму в електролітах і розряджаються (окислюються або відновлюються) на електродах під час електролізу. Крім однакової маси, іони однакового виду мають і однаковий заряд, який дискретний і завжди кратний заряду електрона (хоча для різних іонів може мати різний знак).
Таким чином, проходження через електрод певної кількості електрики означає проходження строго певної кількості електронів і розрядку на ньому строго певної кількості йонів певного типу (рівної кількості електронів, які пройшли, поділеній на заряд даного типу йона). Отже, знаючи масу даного типу атомів, молекул або йонів, і величину елементарного заряду (заряду електрона), легко встановити пропорційну залежність між кількістю електрики, що пройшла через електрод, і масою виділеної на ньому речовини.
Коротко, фізичний сенс законів Фарадея зі сучасної точки зору зводиться до закону збереження електричного заряду в поєднанні з фактом дискретності («квантування») заряду і фактом фізичної однаковості (зокрема, завжди однакової маси). З урахуванням існування різних ізотопів, це не зовсім строге твердження; строгим воно є для кожного ізотопу окремо (або для моноізотопних елементів), а для «природної суміші ізотопів» виконується лише в середньому, являючи собою скоріше геологічний факт, і в окремих випадках через відмінність ізотопного складу з якихось причин від «звичайного», атомні маси можуть відхилятися від звичайних середніх (стандартних) значень (див. Атомна маса). Це, звичайно, стосується і молекулярних мас. Втім, за винятком найлегших елементів, коливання атомних мас за будь-яких (в рамках обмеження ізотопами з розумним часом життя) коливань ізотопного складу відносно невеликі.
З точки зору хімії, електроліз можна розглядати як реакції (поблизу електродів), одним з учасників яких є електрон (електрони), який має мізерну (практично нульову порівняно з атомами) масу, проте в реакціях поводиться майже так само, як інші учасники — атоми, молекули, йони. При цьому кількісно надходження електронів в одну область реакцій через один електрод і відхід їх з другої області реакцій через інший електрод можна виміряти за допомогою електровимірювальних приладів (знаючи заряд електрона). Це можна назвати основним змістом (або, якщо завгодно, способом виведення) законів Фарадея з точки зору хімії.

## Формулювання законів
У підручниках і науковій літературі можна знайти кілька версій формулювання законів електролізу Фарадея. Наприклад, їх можна сформулювати так:
- Перший закон електролізу Фарадея: маса речовини, осадженої на електроді під час електролізу, прямо пропорційна кількості електрики, переданої на цей електрод. Під кількістю електрики мають на увазі сумарний електричний заряд[7], що пройшов через поверхню електрода.[8]
- Другий закон електролізу Фарадея: для даної кількості електрики (електричного заряду) маса хімічного елемента або речовини[9], що виділилась на електроді, прямо пропорційна еквівалентній масі елемента або речовини. Еквівалентною масою речовини взагалі в хімії називають її молярну масу, поділену на ціле число, залежне від хімічної реакції, в якій бере участь речовина; в цьому ж випадку еквівалентом називається молярна маса утвореної при розряді іона речовини, поділена на суму зарядів іонів (виміряних в елементарних одиницях), що дають в результаті молекулу або атом цієї речовини. У разі виділення на електроді атомарної речовини еквівалент — це просто його атомна маса, поділена на заряд його іона. (див . також Електрохімічний еквівалент).

## Математичний запис
Закони Фарадея можна записати у вигляді такої формули:
{\displaystyle m\ =\ \left({Q \over F}\right)\left({M \over z}\right),}
де:
- {\displaystyle m} — маса осадженої на електроді речовини,
- {\displaystyle Q} — повний електричний заряд, що пройшов через речовину,
- {\displaystyle F=96\,485,33(83)} Кл·моль−1 — стала Фарадея,
- {\displaystyle M} — молярна маса йона (наприклад, молярна маса йона міді {\displaystyle {\ce {Cu+}}} = 63,5 г/моль),
- {\displaystyle z} — валентне число йонів речовини (число надлишкових або відсутніх електронів на один іон).

Зауважимо, що {\displaystyle M/z} — це еквівалентна маса осадженої речовини.
Для першого закону Фарадея {\displaystyle M,\,F} і {\displaystyle z} є сталими, так що, чим більше {\displaystyle Q}, тим більшою буде {\displaystyle m}.
Для другого закону Фарадея {\displaystyle Q,\,F} і {\displaystyle z} є сталими, так що чим більше {\displaystyle M/z} (еквівалентна маса), тим більшою буде {\displaystyle m}.
У найпростішому випадку використовується постійний струм, і повний електричний заряд (що пройшов через систему) за час електролізу дорівнює: {\displaystyle Q=It}, що приводить до виразу для маси:
{\displaystyle m\ =\ \left({It \over F}\right)\left({M \over z}\right),} де, при обчисленнях в СІ, розмірність струму {\displaystyle I} ампери, а розмірність заряду {\displaystyle Q} — кулони (інакше кажучи, ампер-секунди). У практичних цілях можна застосовувати інші одиниці заряду, наприклад, ампер-годину (рівну 3600 Кл), але в цьому випадку потрібно бути уважним, вводячи відповідний множник (як і загалом при застосуванні інших систем фізичних одиниць, наприклад СГС, де чисельне значення сталої Фарадея буде іншим).
або для кількості речовини:
{\displaystyle n\ =\ \left({It \over F}\right)\left({1 \over z}\right),}
де:
- {\displaystyle n} — кількість виділеної речовини («кількість молів»: {\displaystyle n=m/M},
- {\displaystyle t} — час дії постійного струму.

У складнішому випадку змінного електричного струму повний заряд {\displaystyle Q} струму {\displaystyle I(\tau )} підсумовується за час {\displaystyle t}:
{\displaystyle Q=\int _{0}^{t}I(\tau )\ d\tau .}
Тут {\displaystyle t} — повний час електролізу, {\displaystyle \tau } змінна часу, поточний час, струм {\displaystyle I} є функцією від часу {\displaystyle \tau }. Неважко бачити, що формула для змінного струму являє собою просто суму величин, отриманих за формулою для постійного струму для маленьких проміжків часу {\displaystyle d\tau } (що інтуїтивно досить очевидно, оскільки за маленький час {\displaystyle d\tau } струм «майже» не встигає змінитися).
- Тут зразу ж слід зауважити, що формулювання вище й інтерпретація згаданих у ньому величин зроблені для випадку виділення на електроді одноатомної простої речовини (зокрема, воно добре і прямо підходить для випадку осадження на катоді відновлюваного під час електролізу — з розчину або розплаву його солі, основи або оксиду — металу). Виділення інших простих речовин (скажімо, кисню або хлору) можна, принаймні, умовно (незалежно від того, яким є реальний механізм такої реакції), інтерпретувати як первісне виділення атомарної речовини (атомарного кисню або хлору), і лише потім утворення багатоатомної (двохатомної) молекули — але вже в цьому випадку треба бути уважним при перерахуванні, якщо ми хочемо знати кількість отриманої кінцевої молекулярної речовини (так, скажімо, еквівалент молекулярного кисню дорівнюватиме його молярній масі, поділеній на 4, а хлору — молярній масі, поділеній на два). Ще складнішими є реакції при електролізі в разі перебування в розчині (або розплаві) деяких складних (багатоатомних) іонів, коли виділювана речовина відрізняється від іона не тільки зарядом, але й атомним складом; крім того, можуть виділятися суміші речовин (як, скажімо, під час електролізу розплавів сульфатів), а під час електролізу розчинів часто відбувається ще й реакція за участю розчинника, і кінцеві речовини можуть помітно відрізнятися за складом ще й через це. У будь-якому випадку, якщо нас цікавить маса (або кількість речовини) кінцевого продукту, ми повинні використовувати у формулі саме його молекулярну масу і сумарний заряд тих іонів, які, розрядившись, були його попередниками; проте, поняття еквівалента і еквівалентної маси можна послідовно і досить строго визначити і для цих випадків. Випадок виділення декількох речовин ми розглянемо докладніше нижче.

- Самі по собі закони Фарадея і їх формульний запис — строгі й фундаментальні, проте, це не означає, що їх завжди легко практично застосувати. Тобто, на практиці може видатись, що вони працюють неточно. Наприклад, за недостатньо хорошого розділення просторів катода і анода продукти електролізу можуть (внаслідок дифузії через розчин або змішування в газовій фазі) дотикатися і можуть за певних умов реагувати один з одним, зокрема й з утворенням первісної речовини, при цьому практичний вихід реакції буде меншим, ніж обчислений за законами Фарадея, що, звичайно ж, не означає нестрогості самих законів, а лише недосконалість розділення продуктів електролізу і допущення інших, зокрема й зворотних, реакцій.

- Проте, точність законів Фарадея обмежується, як сказано вище або випадком чистих ізотопів, або «в середньому», для звичайної природної суміші ізотопів, тобто, через коливання ізотопного складу можуть спостерігатися невеликі видимі відхилення від законів Фарадея (втім, формально, за нестандартного ізотопного складу треба просто використовувати відповідно виправлену атомну (або, нижче, молекулярну масу; крім того, на практиці найчастіше — хоча й не завжди (!) — коливання атомної маси через відмінності ізотопного складу незначні (див. Атомна маса).

- Крім того, строго кажучи, слід було б говорити не про атомну масу іона, а про атомну масу вже відновленого на катоді металу (або виділеного окисленого на аноді атомарного газу). Але у цьому випадку маси відрізняються лише на масу одного або декількох електронів, що практично мізерно мало (близько 1/1000 і менше), порівняно з масою атома або іона. Правда, в разі розряду на електроді складного (багатоатомного) йона (див. нижче), кінцевий продукт, як правило, відрізняється й за хімічним складом, а значить відмінність за масою вже досить значна, і тоді слід використовувати в розрахунку молекулярну масу вже кінцевого продукту, якщо нас цікавить саме його маса (а, скажімо, не складно спостережувана і не накопичувана — тобто, така, що не існує реально одночасно в один конкретний момент, — маса нестійких проміжних продуктів; яку можна по суті лише підсумувати формально, як певний потік маси, що пройшов, тим більше, що конкретний механізм реакції і конкретні реальні проміжні продукти бувають досить важко досліджуваними і навіть невідомими).

### Випадок виділення декількох речовин
Під час електролізу на одному електроді може виділятися як одна, так і кілька різних речовин. Останнє іноді буває вимушеним (коли реакція взагалі не може йти іншим шляхом, як тільки з виділенням одночасно декількох різних продуктів на одному електроді — що характерно, наприклад, для електролізу розплавів солей кисневмісних кислот, або самих цих кислот), а нерідко і в залежності від конкретних умов перебігу реакції (зокрема, від складу сумішей, якщо йдеться про їх електроліз, від розчинника і його кількості, якщо йдеться про електроліз розчину). Крім того, різні речовини можуть виділятися в різній пропорції послідовно за часом, скажімо, спочатку може відновлюватися (переважно) менш активний метал, а після його вичерпання в розчині — активніший метал; з формальної точки зору — стосовно до законів Фарадея — цей випадок не відрізняється за підсумковим результатом від випадку одночасного виділення (відрізняючись за швидкістю виділення в різні моменти часу, однак і в кожен момент часу закони Фарадея у формулюванні, зазначеному тут нижче, будуть дотримуватися).
{\displaystyle m_{1}/\left({M_{1} \over z_{1}}\right)+m_{2}/\left({M_{2} \over z_{2}}\right)+m_{3}/\left({M_{3} \over z_{3}}\right)+\dots \ =\ {Q \over F},}
де в лівій частині стоїть просто сума кількості еквівалентів всіх виділених речовин; M1, M2 і т. д. — молярні (молекулярні або атомні, залежно від конкретних продуктів) маси всіх виділених речовин, скільки б їх не виділялося, одночасно або послідовно, а z1, z2 і т. д. — сумарні заряди (в елементарних одиницях заряду) йонів, які мають розрядитися для утворення кожного з цих продуктів (в частковому випадку виділення металів, це просто атомні маси кожного металу і заряди йона даного металу в розчині; в разі наявності різних іонів одного і того ж елемента кожен має враховуватися окремо, в окремому доданку). Q, звичайно ж, обчислюється так само, як описано вище, для випадку виділення на електроді однієї речовини.

### Випадок змінного струму
Випадок змінного струму, розглянутий вище, практично більш-менш добре стосується струму змінної сили, але сталого напрямку (хоча й тут можуть бути певні ускладнення, які, проте, не зачіпають законів Фарадея як таких, особливо враховуючи їх формулювання для випадку декількох продуктів електролізу; справа в тому, що одним з основних факторів зміни сили струму може бути зміна прикладеної різниці потенціалів, а її зміни можуть дуже впливати на частинки продуктів, які виділяються, аж до припинення виділення деяких із них за малих потенціалів і навпаки; однак сумарно для всіх продуктів закони Фарадея все одно будуть виконуватися).
У разі ж струму, що змінює напрямок, справа може ускладнюватися більш принципово. Хоча в деяких випадках все працює досить добре (просто в інтегралі {\displaystyle Q=\int I(t)dt} від'ємні значення I дають зменшення підсумкового Q). Однак у низці випадків при зміні напрямку струму може вступати в реакцію (розчинятися) матеріал електрода, який би ніколи не розчинявся за постійного напрямку струму; і навіть при інертних електродах можуть (особливо при досить швидкій зміні напрямку струму) починати йти реакції проміжних продуктів, які не йшли б за постійного напрямку струму. У формальному (також і в фундаментальному) сенсі закони Фарадея продовжують бути справедливими, однак тут ми маємо вже майже завжди випадок участі багатьох різних речовин (враховуючи проміжні продукти, які не завжди навіть легко апріорі передбачити), і вигляд законів Фарадея майже ніколи не буде таким, як у найпростішому випадку (навіть якщо про це дбати спеціально, цього часто буде важко досягти).
За досить швидкого змінення струму, до того ж, струм через один і інший електрод загалом не збігаються один з одним. Але тоді можна рахувати заряд, що пройшов через кожен електрод окремо (а в підсумку за великий час заряди, що пройшли через електроди, стануть практично точно рівними). Важливими за досить швидко змінного струму є й швидкості перебігу реакцій, також і швидкість відведення продуктів (це дозволяє регулювати співвідношення виходу різних реакцій за допомогою частоти змінного струму). Проте, закони Фарадея в цілому виконуються (хоча ізотопний склад продуктів при цьому може змінюватися, втім, як і при електролізі постійного струму).